# Annamaria Bernabè
Annamaria Bernabè (Castel Bolognese, 16 maggio 1959) è un'ex calciatrice italiana di ruolo difensore.
Ha giocato in Serie A con Bologna, Padova, Catania, Lecce, Giugliano, Monza e Modena.